# تشارلز كونور
تشارلز كونور (بالإنجليزية: Charles Connor)‏ هو طبال أمريكي، ولد في 14 يناير 1935 في نيو أورلينز في الولايات المتحدة.

## وصلات خارجية
- الموقع الرسمي